# Лајнкорт (Њујорк)
Лајнкорт (енгл. Lyncourt) насељено је место без административног статуса у америчкој савезној држави Њујорк.

## Демографија
По попису из 2010. године број становника је 4.250, што је 18 (-0,4%) становника мање него 2000. године.
| Група             | 2000.         | 2010.         |
| Белци             | 4.004 (93,8%) | 3.676 (86,5%) |
| Афроамериканци    | 121 (2,8%)    | 259 (6,1%)    |
| Азијати           | 16 (0,4%)     | 72 (1,7%)     |
| Хиспаноамериканци | 40 (0,9%)     | 147 (3,5%)    |
| Укупно            | 4.268         | 4.250         |